# Голка в копиці часу
Голка в копиці часу — американський романтичний науково-фантастичний фільм 2021 року, написаний і знятий Джоном Рідлі, заснований на однойменній новелі Роберта Сілверберга. Перший показ відбувся в США 15 жовтня 2021 року компанією «Lionsgate Films».

## Про фільм
Дія фільму розгортається в недалекому майбутньому, де «тайм-джаунтинг» (подорож у часі) можливий для дуже багатих людей. Часові зсуви, що виникають у результаті таких стрибків, є звичним явищем, і цілі індустрії з'явилися, щоб допомогти людям зберігати свої спогади.
На початку фільму Нік Міккельсен, архітектор, одружений з Джанін, фотографом. Вони здаються щасливими, але після того, як їх вразила третя за рік зміна часу, Нік починає відчувати, що щось не так. Він підозрює, що раніше у них був собака, а тепер — кіт. Він звинувачує в цьому колишнього чоловіка Джанін, Томмі (також друга Ніка з коледжу), який, на його думку, змінює минуле, щоб повернути Джанін. Джанін більше не кохає Томмі, але її дратує одержимість Ніка ним. Нік вирушає до Томмі, щоб «надолужити згаяне», а також з'ясувати, чи не втручався він у минуле. Томмі не зізнається, але каже, що хотів би, щоб у його шлюбі все склалося інакше. Нік починає зберігати свої спогади в одній з компаній, що займаються пам'яттю, готуючись до майбутніх часових зсувів. Сестра Ніка Зої розповідає Ніку, що її партнерка Сабіла загинула під час скелелазіння.
Нік каже Джанін, що пішов до Томмі, але потім виявляє, що вона теж пішла до нього. Після того, як вони кілька днів зляться один на одного, Нік просить Джанін поїхати з ним, щоб просто продовжувати подорожувати, поки не залишиться жодного вільного місця. Вона погоджується, але коли вони їдуть, на них насувається величезний часовий зсув. Нік раптом виявляє, що їде в машині, сам-один. Він одразу ж намагається зателефонувати Джанін, якої немає в списку контактів, і не може знайти її за дошлюбним прізвищем. Через кілька хвилин Джанін телефонує Ніку і розповідає, що вони були одружені, мали кота, але не пам'ятають, де живуть. Вона каже, що була з Томмі дев'ять років. Отже, Томмі вдалося змінити минуле. Нік дозволяє машині відвезти його додому, і тепер він одружений з Алекс. Алекс відчуває, що Нік змінився, але з часом він ніби «згадує» їхнє спільне життя, і ми бачимо, як він говорить Алекс ті ж самі милі речі, що й Джанін. Зої розповідає Ніку, що її партнерка Сабіла знову жива, але пізніше зізнається, що насправді вона померла, але заплатила всі свої гроші за подорож у часі і змінила минуле, щоб Сабіла не пішла в той день на скелелазіння.
Нік вирішує здійснити подорож у часі на 13 років раніше, щоб все виправити. У минулому він каже Томмі, що розлучається з Алекс, і переконує його піти за нею. Він залишає записку для себе в минулому, в якій говорить, що Алекс закохалася в Томмі, і щоб він не хвилювався, але він знайде ту людину, з якою йому судилося бути, і він впізнає її, просто дивлячись на неї.
Нік повертається в теперішнє і виявляє, що живе сам, і, мабуть, дуже замкнувся в собі. Зої дзвонить Томмі, який телефонує Ніку і переконує його піти на вечірку. Всі присутні кажуть, що вони щасливі, як все для них склалося, і що вони сумували за Ніком. Коли Нік збирається йти, він бачить Джанін, яка працює фотографом на вечірці. Їхні погляди зустрічаються, і щось всередині них обох розуміє: між ними щось є. Нік знову повертається, щоб піти, але зупиняється. Фільм закінчується.

## Знімались
| Актор               | Роль            |
| ------------------- | --------------- |
| Леслі Одом-молодший | Нік Мікельсен   |
| Фріда Пінто         | Алекс Леслі     |
| Синтія Еріво        | Жанін Мікельсен |
| Орландо Блум        | Томмі Гамблтон  |
| Джейдін Вонг        | Зої Мікельсен   |
| Хіро Канагава       | Таттерселл      |
| Лейсла Де Олівейра  | Сібіла          |
| Алессандро Джуліані | Стівен          |

## Виробництво
У квітні 2017 року було оголошено, що Джон Рідлі стане сценаристом і режисером фільму за мотивами оповідання Роберта Сілверберга «Голка в копиці часу», а дистрибуцією займатиметься компанія Miramax.
У червні 2018 року Miramax більше не брала участі в проекті, його перебрала на себе студія Bron Studios. Того ж місяця було обрано Леслі Одома-молодшого, Фрейду Пінто, Синтію Еріво, Орландо Блума та Джейдін Вонг.
Зйомки проходили у Ванкувері з 18 червня по 24 липня 2018 року. За словами Сілверберга, фільм пройшов більше року монтажу та перемонтажу.

## Реліз
Фільм вийшов у США на цифрових носіях, відео на замовлення та в обмеженому прокаті від Lionsgate 15 жовтня 2021 року, а також на Blu-ray Disc та DVD 19 жовтня 2021.

## Критична рецепція
На сайті агрегатора рецензій Rotten Tomatoes фільм має рейтинг схвалення 37 % на основі 51 рецензії із середньою оцінкою 4,8/10. Консенсус на сайті звучить так: «Незважаючи на чудову ідею та талановитих акторів, „Голка в копиці часу“ надто млява і розсіяна, щоб рекомендувати її до перегляду».